# Подводные лодки проекта 627(А) «Кит»
Подводные лодки проекта 627 (627А) «Кит» — первые советские атомные подводные лодки. Фактически, только головной корабль, К-3 «Ленинский комсомол», относился к проекту 627, а все последующие строились по изменённому проекту 627А. Проектировало эти корабли СКБ-143, позднее известное как СПМБМ «Малахит».
В результате создания атомных подводных лодок проекта 627 СССР стал второй в мире державой, имеющей атомный подводный флот. Корабли проекта 627—627А имели выдающиеся для своего времени характеристики, но обладали и существенными недостатками, которые исправлялись в последующих проектах.
Всего с 1957 по 1964 годы были построены на Севмаше и вступили в строй 13 подводных лодок проекта, все они проходили службу в составе Северного флота, позднее четыре лодки перешли на Тихоокеанский флот. Одна лодка, К-8 — погибла в Бискайском заливе Атлантического океана весной 1970 года, остальные были списаны в начале 1990 годов. К-159 затонула во время буксировки на утилизацию. Первая советская атомная подводная лодка К-3 «Ленинский комсомол» сохранена как музейный корабль в Кронштадте, рубка К-14 установлена как памятник в Обнинске.

## История создания
12 сентября 1952 года председатель Совета министров СССР И. В. Сталин подписал постановление «О проектировании и строительстве объекта 627» — о начале работ по созданию подводного корабля с атомным двигателем, который должен был стать ответом на строительство в США атомной подводной лодки USS Nautilus. Научным руководителем создания первой атомной подводной лодки был назначен А. П. Александров, а главным конструктором атомной паропроизводительной установки — Н. А. Доллежаль. Задание на проектирование корабля было выдано ленинградскому СКБ-143 (позже известному как ПКБ «Малахит»), занимавшемуся до этого проектированием скоростных подводных лодок. Главным конструктором проекта стал В. Н. Перегудов, занимавшийся до этого со своей группой созданием предэскизной стадии проекта. Руководитель работ по головной лодке с 1953 года — С. А. Базилевский.
В качестве заказчика первой атомной подводной лодки выступало Первое Главное управление Совета министров СССР, которое рассматривало данный проект как средство доставки ядерного оружия к берегам США. Военно-Морской Флот СССР к разработке подводной лодки проекта 627 изначально привлечён не был. Первоначально лодка рассматривалась заказчиком в качестве носителя стратегической суперторпеды Т-15. Калибр торпеды составлял 1550 мм, длина — более 23 метров, вес — 40 тонн. Огромный торпедный аппарат занимал 22 % длины корабля, кроме того, много пространства требовали его сопутствующее оборудование и электроника. Торпеду предполагалось оснастить термоядерным зарядом около 100 мегатонн. Для самообороны в носу лодки были предусмотрены два обычных торпедных аппарата без запасных торпед.
В июле 1954 года к ознакомлению с техническим проектом будущего корабля была привлечена группа специалистов-экспертов ВМФ под руководством контр-адмирала А. Е. Орла. По результатам экспертизы экспертной группы ВМФ и при непосредственном личном участии Главнокомандующего ВМФ Н. Г. Кузнецова проект первой атомной подводной лодки был направлен на корректировку как бесперспективный. Сама концепция такого оружия была признана весьма сомнительной. Кроме того, было признано, что для современных противолодочных средств большая лодка, которой для атаки нужно подойти на 40 километров к чужому берегу, представляет собой лёгкую цель, и шансы на успех пуска торпеды приближаются к нулю. Инженеры отмечали и техническую несостоятельность такого подхода: после стрельбы гигантской торпедой масса и центр тяжести лодки слишком сильно и резко менялись и лодка неизбежно приобретала положительную плавучесть с очень большим дифферентом на корму.
В результате проведённой СКБ-143 корректировки торпеду Т-15 заменили на восемь носовых торпедных аппаратов калибра 533 мм с общим боекомплектом 20 торпед. С 1958 года на вооружение были приняты торпеды 53-58 калибра 533 мм с ядерной боевой частью. К июню 1955 года проект был завершён и было начато строительство головного корабля, однако уже в 1956 году в проект были внесены изменения в части повышения живучести корабля, надёжности оборудования, было изменено расположения гидроакустической станции, которую расположили в нижней части носового отсека в специальном выступе.
Проект сильно отличался от предыдущих подлодок не только обводами корпуса и энергетической установкой. Первоначальный проект включал в себя ряд сомнительных решений: лодка не несла полноценного оборонительного вооружения, не имела швартовых приспособлений (для манёвров на базе предполагался специальный буксир), не имела якорей и аварийных дизель-генераторов (после отказа от торпеды Т-15 генераторы были установлены в освободившемся пространстве). Экипаж готовили и тренировали заранее, часть офицеров была привлечена на стадии проекта, что позволило качественно улучшить эргономику рабочих мест и условия жизни экипажа, устраняя наиболее вопиющие изъяны на специально построенных деревянных макетах. Испытания системы регенерации воздуха проводили на старой лодке Д-2 «Народоволец», которая с экипажем испытателей и экспериментальным оборудованием погружалась возле Кронштадта и лежала на грунте 60 суток. Впоследствии качественный подбор и тренировка экипажа на специально построенных стендах (в том числе и стенде атомной силовой установки на учебной базе в Обнинске) сильно помогли начать службу головной лодки К-3, которая, из-за гонки при проектировании и постройке, вышла с завода «сырая», со множеством недоработок и проблем.

### Отличия проектов 627 и 627А
Проект 627А разрабатывался параллельно строительству АПЛ К-3 для постройки серии подводных лодок с корректировками выявленных недостатков. Технический проект 627А был завершён в марте 1956 года, он предполагал следующие отличия:
- Увеличение прочности переборок на 71 и 114 шпангоутах и пультах управления ЯЭУ, выдерживаемое давление возрастало с 1,5 до 2,4 Бар.
- Увеличение толщины обшивки килевого пояса, усиление конструкции балластных цистерн, надстройки, ограждения рубки.
- Увеличение запаса воздуха высокого давления, установка устройства работы компрессора под водой.
- Изменения системы забортной охлаждающей воды для увеличения надёжности работы ЯЭУ.
- Улучшены средства связи и навигации — в этой части модернизация происходила на протяжении всего срока службы кораблей.

Внешне проекты в основном различаются размещением гидроакустических антенн, перенесённых в носовую часть корабля. Фактически во время ремонта в 1959—1960 годах К-3 была модернизирована по проекту 627А.

## История строительства
Первая подводная лодка проекта 627 вступила в строй уже в 1957 году и, фактически, стала опытовым кораблём. Параллельно велось строительство серии из 12 кораблей проекта 627А. В процессе строительства внедрялись значительные усовершенствования, в основном в направлении повышения надёжности главной энергетической установки. Строительство серии было завершено в 1964 году, все корабли изначально вошли в 3-ю дивизию подводных лодок Северного флота.
Требуемая атомным лодкам береговая инфраструктура создавалась с большим опозданием. По этой причине экипажи первых лодок выполняли очень большую долю работ по поддержанию работоспособности лодки самостоятельно.

## Конструкция

### Корпус
В отличие от «Наутилуса», имевшего традиционную штевневую форму носа, проект 627 получил оптимизированную для подводного хода скруглённую эллипсовидную форму носовой оконечности. На большей части длины корпус имел цилиндрическую форму с небольшой обтекаемой рубкой, утолщением для размещения главного артиллерийского склада в носовой части и выраженным хвостовым оперением. При всей новизне, многое в компоновке и делении на отсеки было унаследовано от лодок проекта 611. Два винта располагались в горизонтальной плоскости.
Для изготовления корпусных конструкций первой советской атомной подводной лодки в 1954 году специально была разработана высокопрочная свариваемая высоколегированная маломагнитная сталь АК-25 с пределом прочности 60 кгс/мм² (590 МПа). Выпуск стали был налажен на Ижорском заводе, а затем освоен и другими металлургическими заводами. Материал оказался удачным и в дальнейшем широко применялся в советском кораблестроении.

### Силовая установка
Для повышения надёжности было введено дублирование основных агрегатов, поэтому была принята двухвальная двухвинтовая схема движения. Основой энергетической системы стали два водо-водяных ядерных реактора и два турбогенератора. Система использовала постоянный ток. Для хода было достаточно одного реактора и одного генератора. Пар с любого реактора мог идти на любой турбогенератор. Например, лодка могла иметь ход от реактора правого борта и турбогенератора левого борта при заглушенном реакторе левого борта, и тому подобное. Максимум хода достигался при работе всех реакторов и генераторов.
Реакторы ВМ-А показали себя весьма ненадёжными. Особенно ненадёжными в силовой установке были неудачно спроектированные и изготовленные парогенераторы и трубопроводы первого (радиоактивного) контура. Трубопроводы имели большую протяжённость, был использован (как впоследствии выяснилось) неудачный сорт стали. Здесь даже при нормальной эксплуатации постоянно возникали микроскопические, с большим трудом распознаваемые трещины. Фактический ресурс парогенераторов, при бережном обращении, составлял примерно 3000 часов, после чего риск опасной для людей радиоактивной течи сильно возрастал. Особенно сильно от течей страдала первая лодка, К-3: сказывалось большое количество сварных швов, оставшихся из-за бессчётных переделок, и повышенная радиоактивность воды первого контура.
Возросшая скорость подводного хода обусловила применение систем автоматизации: для стабилизации курса по направлению использовалась система «Курс», а для стабилизации по глубине — система «Стрела».

### Размещение экипажа
Обеспечение нормальной работы экипажа в условиях длительного пребывания под водой без контакта с атмосферой и в соседстве с работающими ядерными реакторами стало важной проблемой. Для её решения была применена комплексная система кондиционирования и вентиляции, однако используемый в ней пожароопасный способ рециркуляции кислорода и поглощения углекислого газа стал источником частых проблем и нескольких катастрофических пожаров, в частности, К-8 погибла именно в результате возгорания патронов системы регенерации воздуха.

## Вооружение
Первоначально главным калибром проекта 627 должна была быть термоядерная «Царь-торпеда» Т-15, дополненная, для самозащиты лодки, двумя носовыми торпедными аппаратами калибра 533 мм без запасных торпед. После переработки проекта с учётом мнения представителей флота основным вооружением АПЛ проекта 627А стали 8 носовых торпедных аппаратов калибра 533 мм. Боекомплект состоял из 20 торпед — 8 в аппаратах и 12 на стеллажах, лодки могли нести торпеды всех существующих типов, в том числе спецбоеприпасы с ядерными боевыми частями. В обычном боекомплекте из 20 торпед 6 были с ядерными зарядами. В этом проекте впервые в СССР была реализована возможность осуществления стрельб с глубин до 100 метров, управление стрельбой осуществлялось с помощью автоматической системы «Торий».
Оборудование для наблюдения и связи в значительной степени было унифицировано с дизель-электрическими подводными лодками проектов 611 и 613.

## История службы
АПЛ проекта 627(А) состояли на службе в течение около 30 лет — с 1960 по 1990-е годы. Все лодки после постройки входили в состав 3-й дивизии подводных лодок Северного флота и базировались в Западной Лице, впоследствии несколько кораблей совершили межтеатровые переходы на Тихоокеанский флот, где вошли в состав 45-й дивизии подводных лодок, базируясь на бухту Крашенинникова. В 1970-х годах из-за перевооружения этих подразделений «северные» АПЛ проекта 627А были переведены в Гремиху в состав 17-й дивизии, а «тихоокеанские» — в состав 26-й дивизии (бухта Павловского).
Все лодки активно участвовали в несении боевой службы, отправляясь в дальние боевые походы в любых широтах, в том числе производили всплытия близ Северного полюса, ходили в тропические широты и в южное полушарие, в том числе через пролив Дрейка.
В первые годы службы имел место ряд аварий, связанных с ненадёжностью ядерных энергетических установок ВМ-А первого поколения. Основной проблемой был недостаточный ресурс парогенераторов, растрескивавшихся и пропускавших в отсеки радиоактивную воду первого контура, именно эти проблемы не позволили АПЛ проекта 627А принять участие в Карибском кризисе. Только к концу 1960-х была отработана новая конструкция парогенераторов, выполненных с применением титановых сплавов, и надёжность лодок, переоборудованных в ходе текущих ремонтов, значительно повысилась. Серьёзные радиационные аварии из-за парогенераторов произошли на К-8 (в 1960 и дважды в 1961 году), К-3 (1961 год), К-133 (1963 год). Аварии в активной зоне реакторов имели место на К-3 и К-14 в 1962 году, К-5 и К-11 в 1965 году. Реакторные отсеки на этих четырёх лодках были полностью вырезаны и заменены на новые.
В 1967 году сильный пожар в первом и втором отсеках АПЛ К-3 «Ленинский комсомол» унёс жизни 39 человек. В 1970 году в Северной Атлантике из-за пожаров в рубке гидроакустиков и в седьмом отсеке после нескольких дней борьбы за живучесть в штормовых условиях погибла К-8.
Все подводные лодки проекта 627А, кроме погибшей К-8, сперва были выведены в резерв начиная с 1989 года, а затем, в 1992 году, были списаны. Широкую огласку получил инцидент с К-159, затонувшей в 2003 году во время буксировки из Гремихи к месту длительного хранения. В 2008 году рубку утилизированной К-14 установили как мемориал в Обнинске.
Выведенный из боевого строя в 1991 году головной корабль, К-3 «Ленинский комсомол» планировалось переоборудовать в музей, одно время из-за нехватки средств лодку планировали утилизировать. Однако позднее минимальные средства у министерства обороны нашлись, лодке заменили реакторный отсек на «чистый» от радиации турбинный отсек с однотипной лодки К-181, вывели из дока и оставили на плаву в ожидании дальнейшего финансирования. В 2022 году лодку транспортировали в Кронштадт и музеефицировали. По состоянию на 2024 год первая советская АПЛ К-3 «Ленинский комсомол» стала частью экспозиции музея Военно-морской славы историко-культурного кластера «Остров фортов», на ней проводятся экскурсии.

## Представители
| Название | Флот                  | Заводской номер | Закладка   | Спуск на воду | Ввод в строй | Списание   | Статус                                                                         |
| -------- | --------------------- | --------------- | ---------- | ------------- | ------------ | ---------- | ------------------------------------------------------------------------------ |
| К-3      | СФ                    | 254             | 24.09.1955 | 09.08.1957    | 17.12.1958   | 1990       | С 2023 года музейный корабль, экспонат Музея военно-морской славы, Кронштадт   |
| К-5      | СФ                    | 260             | 13.08.1956 | 01.09.1958    | 27.12.1959   | 01.07.1990 | Утилизирована в 1997 году                                                      |
| К-8      | СФ                    | 261             | 09.09.1957 | 31.05.1959    | 31.12.1959   | 12.04.1970 | Затонула в Бискайском заливе после пожара на борту.                            |
| К-14     | СФ, с 1966 года — ТОФ | 228             | 02.09.1958 | 16.08.1959    | 30.12.1959   | 19.04.1990 | Утилизирована в 2006 году, рубка установлена в Обнинске как памятник           |
| К-52     | СФ                    | 283             | 08.07.1959 | 28.08.1960    | 10.12.1960   | 16.09.1987 | Утилизирована в 1997 году                                                      |
| К-21     | СФ                    | 284             | 02.04.1960 | 18.06.1961    | 31.10.1961   | 19.04.1990 | Утилизирована в 2004 году                                                      |
| К-11     | СФ                    | 285             | 31.10.1960 | 01.09.1961    | 30.12.1961   | 19.04.1990 | Утилизирована в 1998 году                                                      |
| К-133    | СФ, с 1966 года — ТОФ | 286             | 03.07.1961 | 05.07.1962    | 29.10.1962   | 30.05.1989 | Утилизирована в 2008 году                                                      |
| К-181    | СФ                    | 287             | 15.11.1961 | 07.09.1962    | 27.12.1962   | 16.09.1987 | Утилизирована в 1990 году                                                      |
| К-115    | СФ, с 1963 года -ТОФ  | 288             | 04.04.1962 | 22.10.1962    | 31.12.1962   | 16.07.1987 | Утилизирована в 2004 году                                                      |
| К-159    | СФ                    | 289             | 15.08.1962 | 06.06.1963    | 09.10.1963   | 30.05.1989 | 30.08.2003 Затонула в Баренцевом море при буксировке на утилизацию.            |
| К-42     | СФ, с 1968 года — ТОФ | 290             | 28.11.1962 | 17.08.1963    | 30.11.1963   | 14.03.1989 | Выведена из эксплуатации после аварии в бухте Чажма. Утилизирована в 2009 году |
| К-50     | СФ                    | 291             | 14.03.1962 | 16.12.1963    | 18.07.1964   | 19.04.1990 | Утилизирована в 2007 году                                                      |

## Сравнительная оценка
Основными конкурентами проекта 627(А) были первые проекты субмарин США: «Наутилус», «Скейт», «Скипджек». По сравнению с построенными раньше «Наутилусом» и «Скейтами» (1955—1958 годы) проект 627 имел ряд неоспоримых преимуществ в скорости хода, вооружении, глубине погружения, а по сравнению с построенными одновременно лодками класса «Скипджек» лодки 627 проекта были крупнее, не уступали в скорости, по-прежнему были лучше вооружены, превосходили по размерам. Несмотря на наличие звукопоглощающего внешнего резинового покрытия, не применявшегося в то время в США, АПЛ проекта 627А имели более высокую шумность, так как у «Наутилуса» была ниже частота вращения гребных винтов, из-за однокорпусной конструкции не было шумов от лёгкого корпуса, а механизмы были изготовлены с более высокой точностью и с применением комплекса шумопоглощающих мер.